# 川端絵美
川端 絵美（かわばた えみ、1970年2月13日 - 、現姓・北島）は、日本の元アルペンスキー競技の選手。アルペンスキー解説者。北海道札幌市出身。現役時代はKDD（現・KDDI）所属。
日本の女子アルペンスキーの第一人者として活躍した。

## 来歴
父親の影響で幼時からスキーに親しむ。オーストリアの滑降王・フランツ・クラマーに憧れたことから、早くから将来ダウンヒラーとして活躍することを夢見たという。15歳でフランス・シャモニーに留学し、1986年の世界ジュニア選手権で滑降9位、複合では6位に入賞。
1987/88シーズンのFISワールドカップ第2戦の滑降で、トップと1秒50差の20位に入り、山本さち子とともに1988年カルガリーオリンピックの代表に選出される。当時オリンピックの出場枠が無かった日本の女子選手では、16年ぶりの快挙であった。カルガリーでは、滑降14位・スーパー大回転20位・回転19位。同年の全日本選手権では4冠。翌年アメリカ・ベイルで開かれた世界選手権では、滑降で日本人女子歴代最高位の5位入賞を果たす。だが、その後練習中に転倒し、左ヒザ靭帯断裂の重傷を負う。約1年間の療養生活を送った後1990年に復帰し、同年の全日本選手権で再び4冠となった。
1991年の世界選手権（オーストリア・ザールバッハ）では複合8位、1992年アルベールビルオリンピックでは滑降11位・スーパー大回転31位・複合13位。1993/94シーズンのFISワールドカップ第2戦（オーストリア・サンクト・アントン）の滑降では3位に入り、日本女子アルペン史上初の表彰台に上った。1994年リレハンメルオリンピックではスーパー大回転24位・滑降21位・複合17位となり、同年引退。
引退後はスキースクールの経営に携わる傍ら、テレビなどで解説も務める。また、全日本ナショナルチームの女子ジュニアコーチもつとめた。
2013年4月1日、北海道庁から「アスリートキャリア連携専門員」に任命され、行政の立場からも若手選手の育成に携わることとなった。
2015年10月、全日本スキー連盟理事に就任
2020年10月29日から北海道教育委員会の教育委員として務める。現在は2期目。同告示第58号で、対外的な法律上の行為については北島絵美を使用している。

## スタイル
身長165cm・体重58kgと、さほど恵まれた体格ではなかったが、日本人では珍しく高速系種目を専門とした。得意の緩斜面は低いクローチングフォームで果敢に攻め、そのスピードは世界でもトップクラスと言われた。また、ジャンプでの空中姿勢にも安定感があった。だが、急斜面でのターンには課題が多く、オリンピック・ワールドカップ等での国際大会でも、前半の緩斜面では好位置につけながら、後半の技術区間で失速するケースが目立った。最後の五輪となったリレハンメルのスーパー大回転では、第2中間計時を首位と0秒57差で通過しながら、その後天候の影響で一時視界を失う不運に見舞われ、滑降では第1区間を3位、第3区間を5位で通過しながらも、ターンの多い後半で守りに入って積極さを欠き、結果的にタイムを失うこととなった。